# Данска на Светском првенству у атлетици на отвореном 2011.
Данска је учествовала на 13. Светском првенству у атлетици на отвореном 2011. одржаном у Тегу од 27. августа до 4. септембра тринаести пут, односно учествовала је на свим првенствима до данас. Репрезентација Данске је састављена од 6 такмичара (4 мушкарца и 2 жене) који су се такмичили у исто толико дисциплина. , 

На овом првенству Данска није освојила ниједну медаљу. Оборен је само 1 лични рекорд.

## Учесници
| Мушкарци: - Андреас Бубе — 800 м - Џеспер Форшо — Маратон - Андерс Мелер — Троскок - Ким Кристенсен — Бацање кугле | Жене: - Сара Петерсен — 400 м препоне - Каролина Бонд Холм — Скок мотком |  |

## Резултати

### Мушкарци
| Атлетичар      | Дисциплина   | Лични рекорд     | Група    | Група        | Полуфинале | Полуфинале | Финале                | Финале       | Детаљи |
| Атлетичар      | Дисциплина   | Лични рекорд     | Резултат | Место        | Резултат   | Место      | Резултат              | Место        | Детаљи |
| -------------- | ------------ | ---------------- | -------- | ------------ | ---------- | ---------- | --------------------- | ------------ | ------ |
| Андреас Бубе   | 800м         | 1:45,82          | 1:46,64  | 10. у гр. 3  | 1:45,48 ЛР | 6. у пф. 1 | Није се квалификовао  | 11 / 43 (44) |        |
| Џеспер Форшо   | Маратон      | 2:16:15          |          |              |            |            | 2:21:15               | 34 / 49 (67) |        |
| Андерс Мелер   | Троскок      | 16,88 (+0,6 м/с) | 16,14    | 11. у гр. 11 |            |            | Нису се квалификовали | 22 / 31      |        |
| Ким Кристенсен | Бацање кугле | 20,39            | 19,74    | 8. у гр. А   | 17 / 27    |            | Нису се квалификовали |              |        |

### Жене
| Атлетичарка        | Дисциплина    | Лични рекорд | Група    | Група         | Полуфинале | Полуфинале | Финале                | Финале     | Детаљи |
| Атлетичарка        | Дисциплина    | Лични рекорд | Резултат | Место         | Резултат   | Место      | Резултат              | Место      | Детаљи |
| ------------------ | ------------- | ------------ | -------- | ------------- | ---------- | ---------- | --------------------- | ---------- | ------ |
| Сара Петерсен      | 400 м препоне | 55,97 НР     | 56,32    | 5. у гр. 2 кв | 56,49      | 6. у гр. 3 | Нису се квалификовале | 18 / 38    |        |
| Каролина Бонд Холм | Скок мотком   | 4,30         | 4,25     | 18. у гр. Б   |            |            | Нису се квалификовале | 25-28 / 35 |        |

Легенда: НР = национални рекорд, ЛР= лични рекорд, РС = Рекорд сезоне (најбољи резултат у сезони до почетка првества), КВ = квалификован (испунио норму), кв = квалификова (према резултату)